# جامعة مالطا
جامعة مالطا (بالمالطية: L-Università ta' Malta، وبالإنجليزية: University of Malta) هي أعلى مؤسسة للتعليم العالي في مالطا. تمنح الدرجة الجامعية الأولى (البكالوريوس) ودرجات الدراسات العليا (الماجستير والدكتوراه). وهي عضو في رابطة جامعات الكومنولث.

## تاريخ الجامعة

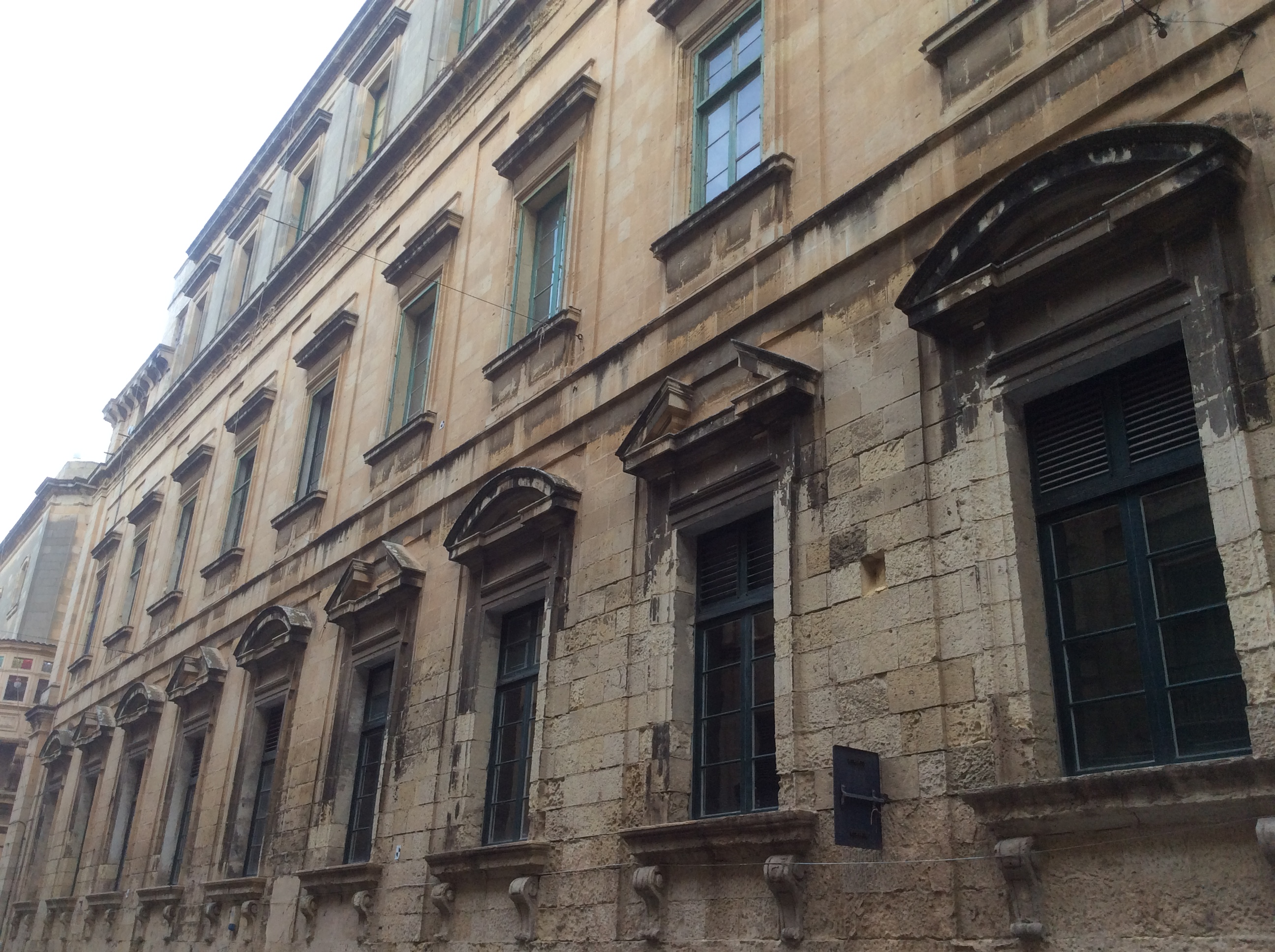
جامعة مالطا

ترجع أصول جامعة مالطا إلى «الكلية المالطية» (باللاتينية: Collegium Melitense)، التي تأسست سنة 1592 وكان يديرها اليسوعيون. وبعد قمع اليسوعيين في مملكة صقلية (التي كانت مالطا آنذاك من توابعها)، استولى مانويل بينتو دا فونسيكا ـ قائد فرسان مالطة ـ على ممتلكاتهم في مالطا، ومنها تلك الكلية، واستخدمت هذه الممتلكات في تأسيس جامعة بموجب مرسوم وقعه بينتو في 22 نوفمبر 1769.
ولدى غزو نابليون لمالطا ألغيت الجامعة وحولها الفرنسيون إلى مدرسة تقنية متعددة (بالفرنسية: École Polytechnique)‏، ثم عادت الجامعة إلى الحياة مع وصول البريطانيين سنة 1800. وفي سنة 1938 أطلق الملك جورج السادس على الجامعة اسم «جامعة مالطا الملكية» (بالإنجليزية: Royal University of Malta)‏، ولم تلبث كلمة «الملكية» أن أزيلت من اسم الجامعة بعد إعلان الجمهورية في مالطا سنة 1974.
وفي سنة 1968 نقلت الجامعة حرمها خارج العاصمة فاليتا لتستقر في مسيدا، وفي سبعينيات القرن العشرين ـ في عهد رئيس الوزراء دوم منتوف ـ أصبح الالتحاق بالجامعة أكثر يسرًا على الطلبة المنتمين إلى الطبقة العاملة والطبقة الوسطى بفضل الدعم المادي الذي قدمته الدولة. إلا أن منتوف منع الالتحاق بكليات الإنسانيات المختلفة، وأخرج كلية اللاهوت (أقدم مدارس الجامعة) من الحرم الجامعي. وقد شهدت تلك الفترة زيادة عدد طلاب الجامعة بنسبة 200%. وقد قدر عدد طلاب الجامعة قبل حقبة الستينيات بثلاثمائة طالب فحسب، وصعد العدد إلى ما يقارب الألف في حقبة السبعينيات.

## كليات الجامعة
تضم جامعة مالطا 14 كلية هي:
1. كلية الآداب
2. كلية البيئة المشيدة
3. كلية جراحة الأسنان
4. كلية الاقتصاد والإدارة والمحاسبة
5. كلية التربية
6. كلية الهندسة
7. كلية القوانين
8. كلية الطب والجراحة
9. كلية علوم الصحة
10. كلية العلوم
11. كلية اللاهوت
12. كلية تقنية المعلومات والاتصالات
13. كلية الإعلام وعلوم المعرفة
14. كلية الرفاهية الاجتماعية

## من مشاهير الخريجين
- إدوارد دي بونو: مؤسس ما يعرف بالتفكير الجانبي. حصل على شهادة الطب من الجامعة.
- بان كي مون (درجة شرفية)
- جورج أبيلا: الرئيس المالطي الحالي، تخرج في كلية القوانين.
- دوم منتوف: رئيس وزراء مالطا الأسبق. حصل على شهادة في الهندسة المعمارية والهندسة المدنية من جامعة مالطا.
- ريتشارد إنجلاند

## وصلات خارجية
- الموقع الرسمي للجامعة على شبكة الإنترنت